# マリアツェル・ミサ

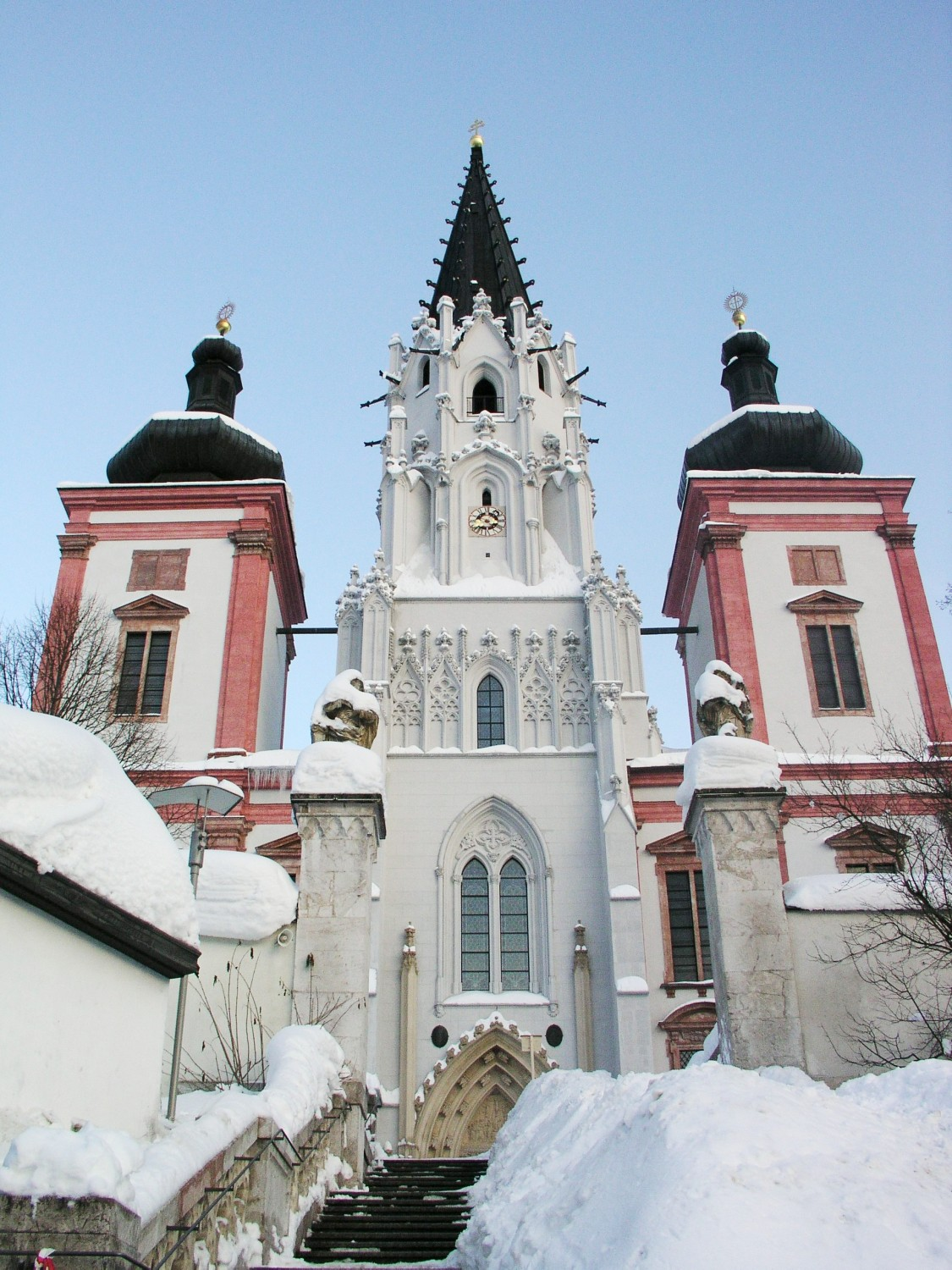
マリアツェルのバシリカ正面

『マリアツェル・ミサ ハ長調』 Hob.XXII:8（ドイツ語: Mariazellermesse）は、フランツ・ヨーゼフ・ハイドンが1782年に作曲したミサ曲。自筆譜には『リーベ・フォン・クロイツナー氏のために作られたマリアツェル・ミサ』(Missa Cellensis fatta per il Signor Liebe de Kreutzner)と記されている。1781年3月にアントン・リーベ・フォン・クロイツナーという将校が貴族に列せられたことを祝賀するためにハイドンに作曲を依頼し、おそらくマリアツェルの教会で初演された。
この曲はハイドンによってマリアツェル・ミサと名付けられた2番目のミサ曲だが、第1のミサ(Hob.XXII:5)は『チェチリア・ミサ』と呼ばれることが多く、単にマリアツェル・ミサというと本曲を指す。
このミサ曲の中ではさまざまな技法が使われている。キリエは器楽のようにソナタ形式で書かれ、グローリアの「Gratias」ではソプラノの技巧的なコロラトゥーラを要求し、クレドの「et resurrexit」ではミサ・ブレヴィスのように声部によって異なる歌詞を歌わせることで曲を圧縮している。3つあるフーガを除くと、基本的にホモフォニックな音楽である。
作曲の翌年にヨーゼフ2世によって教会音楽にオーケストラを用いることが禁止され、この後14年にわたってハイドンはミサ曲を書かなかった。
ベネディクトゥスはオペラ『月の世界』のアリアの転用であり、音楽として不調和なところはないにもかかわらず、19世紀においてはハイドンが真の教会形式の音楽を書く能力を欠いていることの証拠として取りあげられた。19世紀の典礼音楽改革運動はハイドンのミサ曲を最大の敵とし、「シンフォニーに化けた」教会音楽に反対した。

## 編成
- ソプラノ、アルト、テノール、バス独唱、4部合唱。
- オーボエ2、ファゴット1、トランペット2、ティンパニ、弦楽器、オルガン。

## 構成

### Kyrie
序奏とコーダつきソナタ・アレグロ風の形式で書かれている。最初のキリエが提示部、クリステが展開部、2回めのキリエが再現部にあたる。

### Gloria
トランペットとティンパニつきの華やかな曲ではじまる。「Gratias agimus tibi」は3拍子のゆっくりしたソプラノの独唱になる。つづけて「Qui tollis」から短調の合唱曲になる。「Quoniam」で再び最初の調子に戻り、そのままアーメン・フーガになだれこむ。

### Credo
3拍子の華やかな曲で、やはりトランペットとティンパニが目立つ。「Et incarnatus est」はイ短調ではじまる沈んだ曲で、テノール独唱によって歌われる。そのまま「Crucifixus」の対位法的な合唱がつづく。「Et resurrexit」から再び最初の調子に戻る。対位法的なアーメン・フーガによって曲を終える。

### Sanctus
落ちついた音楽ではじまる。「Pleni sunt」から快速になり、ホザンナ・コーラスで終える。

### Benedictus
この曲の旋律は喜劇オペラ『月の世界』から転用したものだが、合唱による短調の部分と四重唱による長調の部分の交代によって真剣で痛切な音楽になっている。最後に短いホザンナ・コーラスが続く。

### Agnus Dei
短調で始まり、静かに訴えかける音楽である。「Dona nobis pacem」はフーガになり、トランペットやティンパニも加わって華やかに終わる。